# Tetrastichus polynemae
Tetrastichus polynemae är en stekelart som beskrevs av William Harris Ashmead 1900. Tetrastichus polynemae ingår i släktet Tetrastichus och familjen finglanssteklar. Inga underarter finns listade i Catalogue of Life.